# Potosia praetermissa
Potosia praetermissa är en orkidéart som beskrevs av Szlach., Mytnik och Piotr Rutkowski. Potosia praetermissa ingår i släktet Potosia och familjen orkidéer. Inga underarter finns listade i Catalogue of Life.